# Hieracium laevimarginatum
Hieracium laevimarginatum es una especie de planta con flor del género Hieracium, de la familia Asteraceae, orden Asterales.

## Distribución
Hieracium laevimarginatum se distribuye por la Península de Crimea.

## Taxonomía
Fue descrita científicamente por A. N. Sennikov.
Tratamiento taxonómico
La especie aparece registrada en una sección de la publicación Bot. Zhurn. (Moscow & Leningrad).